# Elżbieta Magdalena Hohenzollern
Elżbieta Magdalena Hohenzollern (ur. 6 września 1537, zm. 1 września 1595) - elektorówna brandenburska, księżna brunszwicka.
Była najstarszym dzieckiem Joachima II Hektora, elektora brandenburskiego, i Jadwigi Jagiellonki, córki polskiego króla Zygmunta I Starego.
11 stycznia 1559 roku poślubiła Franciszka Ottona, księcia brunszwickiego na Lüneburgu. Owdowiała jeszcze w tym samym roku. Powróciwszy do Brandenburgii, oddała się działalności charytatywnej.